# Paul Yazigi

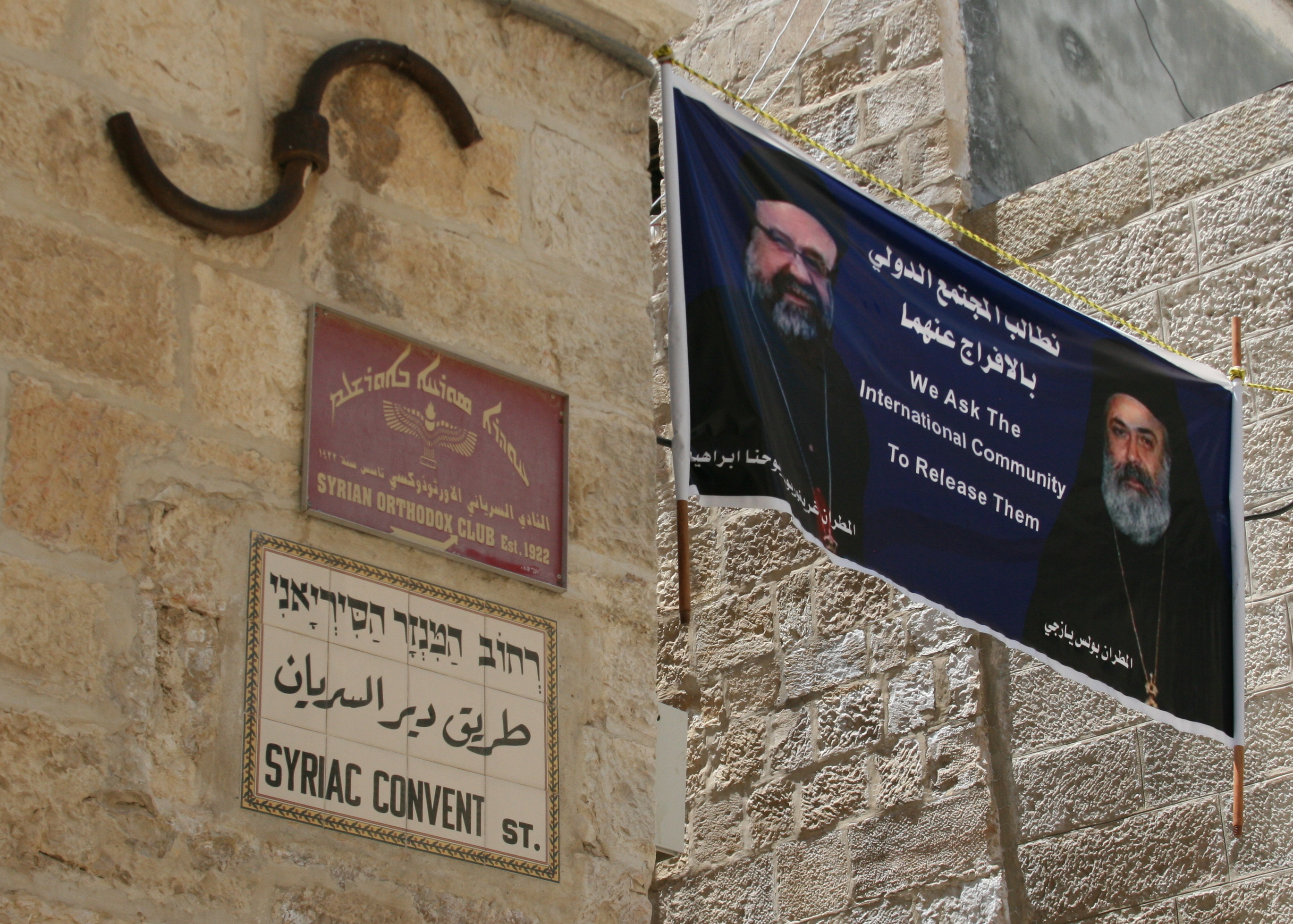
Voyage à Jérusalem en mai 2013, dans le cadre du programme d'études "Behold the Man" du St. George's College.

Paul (Boulos) Yazigi (en arabe : بولس يازجي), né en 1959 à Lattaquié, a été le métropolite de l'archidiocèse grec-orthodoxe d'Alep et d'Alexandrette de 2000 à 2021.
Il a été enlevé le 22 avril 2013 avec Youhanna Ibrahim et son sort est depuis inconnu.